# Peyrilhac
Peyrilhac é uma comuna francesa na região administrativa da Nova Aquitânia, no departamento de Alto Vienne. Estende-se por uma área de 38,63 km². Em 2010 a comuna tinha 1 288 habitantes (densidade: 33,3 hab./km²).